# ريان كينيدي
ريان كينيدي (بالإنجليزية: Ryan Kennedy)‏ (و. 1982 – م) هو ممثل، وعارض، من كندا، ولد في وينيبيغ.

## وصلات خارجية
- ريان كينيدي على موقع IMDb (الإنجليزية)
- ريان كينيدي على موقع ألو سيني (الفرنسية)
- ريان كينيدي على موقع أول موفي (الإنجليزية)
- ريان كينيدي على موقع قاعدة بيانات الفيلم (الإنجليزية)
- ريان كينيدي على موقع كينوبويسك (الروسية)